# أغتشة قلعة
أغتشة قلعة هي قرية في مقاطعة أرومية، إيران. يقدر عدد سكانها بـ 1238 نسمة بحسب إحصاء 2016.